# Аверара
Авера̀ра (на италиански: Averara; на ломбардски: Vrera, Върера) е село и община в Северна Италия, провинция Бергамо, регион Ломбардия. Разположено е на 650 m надморска височина. Населението на общината е 176 души (към 2017 г.).